# Pobotschino
Pobotschino (russisch Побочино) ist ein Dorf (selo) mit 1069, vorwiegend deutschen  Einwohnern (Stand 14. Oktober 2010) in der Oblast Omsk (Russland).

## Geographie
Das Dorf liegt knapp 100 Kilometer südwestlich des Oblastzentrums, der Millionenstadt Omsk, unweit der Grenze zu Kasachstan. Es gehört zum Rajon Odesski und ist von dessen Zentrum Odesskoje etwa 20 Kilometer in westlicher Richtung entfernt. Pobotschino ist Sitz und einzige Ortschaft der Landgemeinde Pobotschinskoje selskoje posselenije.

## Geschichte
Die ersten Bewohner des 1906 gegründeten Ortes stammten aus dem gleichnamigen Dorf bei Saratow in Wolgagebiet. Ab 1989 begann die große Auswanderung der Bewohner des Dorfes nach Deutschland. 2006 feierten die Bewohner des Dorfes das 100-jährige Bestehen. An den Feierlichkeiten nahmen auch viele aus Deutschland angereiste ehemalige Bewohner des Dorfes teil.

## Wirtschaft
Der Ort ist Sitz des gleichnamigen landwirtschaftlichen Betriebes Pobotschino SAO, der Lebens- und Futtermittel produziert. Das Unternehmen wurde als Kolchos Tschapajewo gegründet und 1992 in eine „Geschlossene Aktiengesellschaft“ (Закрытое акционерное общество, SAO) umgewandelt.